# Blurb
Blurb er den korte beskrivelse af en bog, som normalt er trykt på bogens omslag. Udtrykket blev skabt af den amerikanske forfatter F.G. Burgess (1866-1951).
| Sprog og litteratur | Spire Denne artikel om litteratur er en spire som bør udbygges. Du er velkommen til at hjælpe Wikipedia ved at udvide den. |